# سبخة المالح (المنيعة)
سبخة المالح هي بحيرة مالحة في ولاية المنيعة، وسط الجزائر.

## الجغرافية
سبخة المالح هي بحيرة ملحية تشكلت في حوض في ولاية المنيعة في وسط الجزائر. تتكون من مسطحين مائيين، العلوي يشبه البركة، بدرجة ملوحة معتدلة وذات تنوع حيوي من النباتات والحيوانات، والسفلي هو سبخة أو بحيرة ملحية، ذات ملوحة أعلى، حوافها مغطاة بالملح، وقليلة الغطاء النباتي.

## علم البيئة
صنفت السبخة كموقع رامسار منذ عام 2004. تبلغ مساحة الموقع 18,947 هكتار (46,820 أكر)، وتتميز تربة الحوض الجنوبي بملوحتها العالية ونباتاتها القليلة. وتوجد على اليابسة غابات من الأثل وأنواع مختلفة من النباتات البذرية. تتم بعض الأنشطة الزراعية، بما في ذلك زراعة نخيل التمر. في الحوض الشمالي، توجد عدة أنواع من الزواحف والبرمائيات، بالإضافة إلى القشريات والأسماك والثدييات الصغيرة. يعتبر الموقع ذا أهمية دولية بسبب الطيور المائية التي تتكاثر وتربي صغارها هنا. البحيرات منتجة بشكل خاص بسبب درجات الحرارة المرتفعة؛ حيث يتكاثر أكثر من 1% من البط في العالم في سبخة المالح، ومن الأنواع المتواجة بكثرة هي الشهرمان الأمغر (Tadorna ferruginea) والبط المحمر (Aythya nyroca).